# Gemellus (Stadtpräfekt)
Gemellus (* im 4. Jahrhundert in Kilikien) war ein hoher Beamter im Römischen Reich der Spätantike.
Gemellus war der Sohn des Juristen und hohen Beamten Vindonius Anatolius, der es bis zum Prätorianerpräfekten gebracht hatte, einem der höchsten Ämter im Römischen Reich. Während sein Vater aus Berytus (heute Beirut) stammte, wuchs Gemellus in Kilikien auf. Vindonius Anatolius bestimmte Gemellus und seine Brüder Apollinaris und Anatolius schon von frühester Jugend an zu hohen Ämtern im Reich. Im Jahr 361 war er gemeinsam mit seinem Vater und seinem Bruder Apollinaris in Phoenice, das der Vater zu dieser Zeit als kaiserlicher Gouverneur regierte. Später wurden Gemellus und Apollinaris zu Schülern des berühmten Redners Libanios und pflegten im Jahr 391 sogar dessen Sohn Kimon Arabius, der sich das Bein gebrochen hatte.
Um die Jahre 404/408 war Gemellus Stadtpräfekt Konstantinopels, der Hauptstadt des Oströmischen Reiches.
Gemellus ist Empfänger zahlreicher erhaltener Briefe sowohl des Libanios als auch des Patriarchen von Konstantinopel Johannes Chrysostomos. Seine Korrespondenz mit Johannes Chrysostomos lässt erkennen, dass er Christ war.